# Chabbè
Chabbé est un site archéologique situé dans l'ancienne province de Sidamo et intégré depuis 1995 à la région des nations, nationalités et peuples du Sud, dans l'actuelle Éthiopie, à environ 10 km à l'ouest de Dila. Il possède environ 50 sculptures selon Anfray (gravures selon Le Quellec) rupestres représentant du bétail et en particulier des bovidés.
Le site, qui se présente désormais sous la forme d'une ravine, était peut-être antérieurement une grotte.

## Histoire
Francis Anfray pense que les sculptures ont une parenté avec les peintures de Laga-Oda, datées d'au moins 2000 ans. Cette parenté semble plus que contestable selon Jean-Loïc Le Quellec.
Roger Joussaume, Sylvie Barbier et Xavier Gutherz proposent quant à eux une datation au IIIe ou IIe millénaire av. J.-C.
Jean-Loïc Le Quellec est très prudent pour la datation pour sa part. Il avance à la fois que les gravures de bovinés peuvent être âgées de 6500 à 2500 ans par rapport à la domestication, et aussi que les bovins représentés ont fait partie du bétail utilisé dans le pays jusqu'au IIIe – IVe siècle de notre ère. Il indique que « des indices techniques (...) laissent supposer que plusieurs des gravures auraient pu être réalisées à l'aide d'outils métalliques ».
Les sculptures ont été signalées en 1965 aux autorités.
Le véritable nom du site serait Mantcheti ou Mancheti, et situé à une altitude de 1300 m.

## Description
Les animaux représentés sont des Bos africanus, représentés de façon stylisée et en champlevé.
Les gravures, du moins pour ce qui en est conservé, sont réparties en 4 panneaux, dont 3 sont situés à l'est. Le plus important de ces panneaux couvre environ 30 m2. Des gravures devaient orner la paroi ouest de la ravine, mais cette paroi s'est effondrée dans le passé.
Les gravures mesurent de 0,40 m à 0,70 m .
Le panneau le plus important figure une vingtaine d'animaux sur cinq rangs et se dirigeant vers la droite, « disposition fréquente dans l'art rupestre de l'Afrique de l'Est ».
Plusieurs animaux « portent au haut de l'encornure comme un morceau d'étoffe triangulaire ». Le caractère de proximité avec Laga Oda mis en avant par Anfray est contesté par Jean-Loïc Le Quellec qui démontre les grandes différences dans la façon de représenter les animaux sur les deux sites.

## Interprétation
Francis Anfray évoque, « hypothèses sans grand appui » selon lui, une finalité religieuse du site, visant à gagner la faveur de divinités pouvant améliorer la fécondité des troupeaux. Jean-Loïc Le Quellec évoque pour sa part « une puissante motivation symbolique ».
Selon Francis Anfray, les « figures de Chabbè, dont certaines (...) ont une qualité de trait indéniable, constituent encore une énigme ».
Jean-Loïc Le Quellec considère que les gravures ont été réalisées par « une communauté humaine précise, qui reste à déterminer ».